# Řád trůnu
Řád trůnu (arabsky: وسام العرش, Wisam al-Arsz, francouzsky: Ordre du Trône) je státní vyznamenání Marockého království. Je udílen za výjimečné zásluhy civilní či vojenské povahy. Byl založen dne 16. května 1963 marockým králem Hassanem II.

## Insignie
Řádová hvězda o rozměru 80 mm má podobu pěticípé zelené smaltované hvězdy dynastie Alaouite. Tato dynastie, která svůj původ odvozuje od muslimského proroka Mohameda, vládne Maroku od roku 1664. Zelená hvězda je umístěna na zlatých palmových větvích. Uprostřed zelené hvězdy je vyobrazen marocký trůn.
Řádový odznak je zmenšenou verzí řádové hvězdy. Ve třídě rytíře a důstojníka je velikost řádového odznaku 40 mm. V ostatních třídách je velikost řádového odznaku 55 mm. Palmové větve jsou v případě II. a III. třídy zlaté a v případě IV. třídy stříbrné.
Stuha z hedvábného moaré je červená. Na bocích je lemovaná tenkými zelenými pruhy. Šířka stuhy je v případě speciální třídy 101 mm. Ostatních třídách je stuha široká 37 mm.

## Třídy
Řád je udílen v pěti třídách (v jedné speciální a ve čtyřech řádných):
- speciální třída neboli velkokříž – Řádový odznak se nosí na stuze spadající z pravého ramene na levý bok. Řádová hvězda se nosí nalevo na hrudi. Počet žijících osob vyznamenaných speciální třídou řádu je omezen na dvacet.
- I. třída neboli velkodůstojník – Řádový odznak se nosí na stuze kolem krku. Řádová hvězda se nosí nalevo na hrudi. Počet žijících osob vyznamenaných řádem I. třídy je omezen na 60.
- II. třída neboli komtur – Řádový odznak se nosí na stuze kolem krku. K této třídě hvězda již nenáleží. Počet žijících osob vyznamenaných řádem II. třídy je omezen na 400.
- III. třída. neboli důstojník – Řádový odznak se nosí zavěšený na stužce s rozetou nalevo na hrudi. Počet žijících osob vyznamenaných řádem III. třídy je omezen na 5000.
- IV. třída neboli rytíř – Řádový odznak se nosí zavěšený na stužce bez rozety nalevo na hrudi. Počet žijících osob vyznamenaných řádem IV. třídy je omezen na 20000.

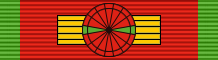
speciální třída
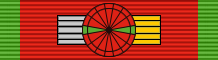
I. třída
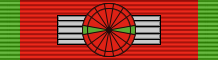
II. třída
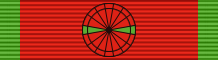
III. třída
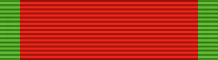
IV. třída

## Fotogalerie

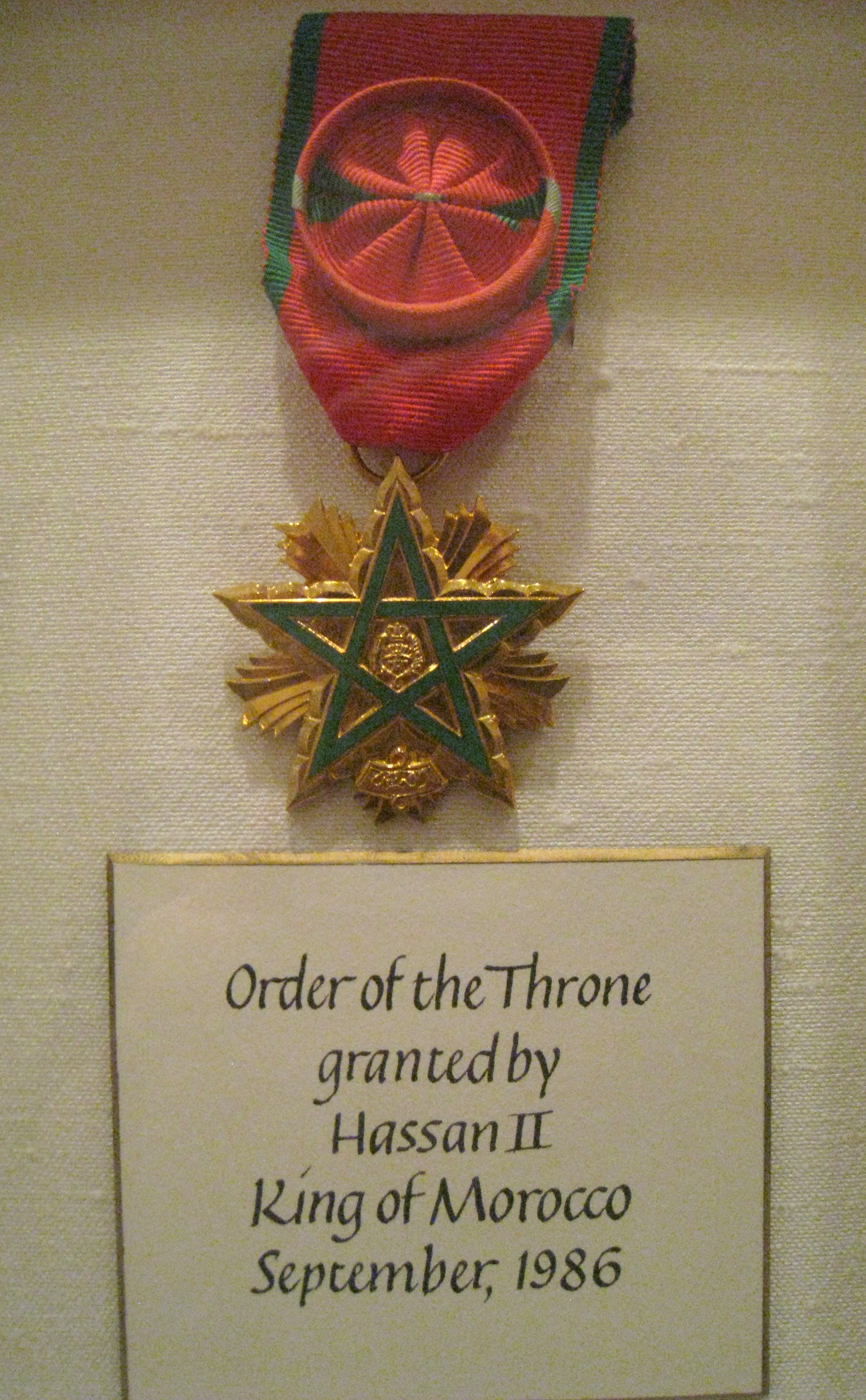
Řád trůnu III. třídy udělený Hassanem II. americkému velvyslanci A. B. Dukovi.